# اولاد عبو
اولاد عبو (به فرانسوی: Oulad Abbou) یک شهرداری در مراکش است که در استان برشید واقع شده‌است. اولاد عبو ۱۱٬۲۹۹ نفر جمعیت دارد.